# بنی بلانکو
بنجامین جوزف لوین (انگلیسی: Benjamin Joseph Levin؛ زادهٔ ۸ مارس ۱۹۸۸) مشهور به بنی بلانکو (به انگلیسی: Benny Blanco) تهیه‌کنندهٔ موسیقی آمریکایی است. او در سال ۲۰۱۳ بابت تأثیرش بر صنعت موسیقی از سوی تالار مشاهیر ترانه‌پردازان جایزهٔ استارلایت هل دیوید را دریافت کرد. او همچنین در سال ۲۰۱۷ جایزهٔ تهیه‌کنندهٔ سال آی‌هارت‌رادیو را دریافت کرد.
لوین نخست به‌وسیلهٔ ترانه‌سرا و تهیه‌کننده دکتر لوک راهنمایی می‌شد و بعدها دکتر لوک او را به عضویت در شرکت تهیه‌کنندگی‌اش درآورد. لوین زیر نظر مربی‌گری او، در اواخر دههٔ ۲۰۰۰ و پس از آن تعداد زیادی تک‌آهنگ موفق را مشترکاً نوشت و تهیه کرد. او در سال ۲۰۰۸ ترانه‌سرا و تهیه‌کنندهٔ سه ترانه در آلبوم سیرکِ بریتنی اسپیرز بود. آثار لوین برای هنرمندان منجر به فروش بیش از ۵۰۰ میلیون واحد معادل آلبوم در سراسر جهان شد. این هنرمندان شامل اد شیرن، جاستین بیبر، هالزی، کیتی پری، مارون ۵، کریستینا آگیلرا، کشا، ریانا، سیا، د ویکند، کانیه وست، آویچی، سلنا گومز، آدام لمبرت، چارلی پوث، کیث اربن، وان‌ریپابلیک، ویز خلیفه، جی بالوین، کالی اوچیس، جوس ورلد و سیزا می‌شوند.

## زندگی شخصی
بلانکو اصالتی سیسیلی و یهودی دارد و بومی ویرجینیای شمالی است.
بلانکو از ژوئن ۲۰۲۳ با خواننده سلنا گومز در رابطه است. آن‌ها نامزدی خود را در ۱۱ دسامبر ۲۰۲۴ رسماً اعلام کردند.

## جایزه‌ها و نامزدی‌ها
| مراسم                     | سال  | نامزد(ها)/کار(ها)                                                  | دسته‌بندی                                               | نتیجه    | منا.   |
| ------------------------- | ---- | ------------------------------------------------------------------ | ------------------------------------------------------ | -------- | ------ |
| جوایز بی‌ام‌آی              | ۲۰۱۱ | بنی بلانکو                                                         | ترانه‌سرای سال                                          | برنده    |        |
| جوایز بی‌ام‌آی              | ۲۰۱۲ | بنی بلانکو                                                         | ترانه‌سرای سال                                          | برنده    |        |
| جوایز بی‌ام‌آی              | ۲۰۱۲ | «حرکات شبیه جگر» (مارون ۵)                                         | پراجراترین ترانه پاپ                                   | برنده    |        |
| جوایز بی‌ام‌آی              | ۲۰۱۳ | بنی بلانکو                                                         | ترانه‌سرای شهری سال                                     | برنده    | [ ۹ ]  |
| جوایز بی‌ام‌آی              | ۲۰۱۴ | بنی بلانکو                                                         | ترانه‌سرای سال                                          | برنده    |        |
| جوایز بی‌ام‌آی              | ۲۰۱۵ | بنی بلانکو                                                         | ترانه‌سرای سال                                          | برنده    | [ ۱۰ ] |
| جوایز کلیو                | ۲۰۱۹ | «تو را پیدا کردم / داستان نیلدا» (بنی بلانکو، کالوین هریس، و میگل) | موزیک ویدئوها                                          | طلا      | [ ۱۱ ] |
| جوایز کلیو                | ۲۰۱۹ | «تو را پیدا کردم / داستان نیلدا» (بنی بلانکو، کالوین هریس، و میگل) | کارگردانی                                              | طلا      | [ ۱۱ ] |
| جوایز گلدن گلوب           | ۲۰۱۷ | «باور» (استیوی واندر با حضور آریانا گرانده)                        | بهترین ترانه غیراقتباسی                                | نامزدشده |        |
| جوایز گرمی                | ۲۰۱۱ | رؤیای نوجوانی                                                      | آلبوم سال                                              | نامزدشده | [ ۱۲ ] |
| جوایز گرمی                | ۲۰۱۳ | «حملهٔ قلبی»                                                        | بهترین ترانه آراندبی                                   | نامزدشده | [ ۱۲ ] |
| جوایز گرمی                | ۲۰۱۵ | X                                                                  | آلبوم سال                                              | نامزدشده | [ ۱۲ ] |
| جوایز گرمی                | ۲۰۱۷ | هدف                                                                | آلبوم سال                                              | نامزدشده | [ ۱۲ ] |
| جوایز گرمی                | ۲۰۱۷ | «خودت را دوست داشته باش»                                           | ترانه سال                                              | نامزدشده | [ ۱۲ ] |
| جوایز گرمی                | ۲۰۱۷ | «عشق»                                                              | بهترین ترانه آراندبی                                   | نامزدشده | [ ۱۲ ] |
| جوایز گرمی                | ۲۰۱۷ | بنی بلانکو                                                         | تهیه‌کننده سال، غیر کلاسیک                              | نامزدشده | [ ۱۲ ] |
| جوایز گرمی                | ۲۰۱۸ | «مشکل»                                                             | ترانه سال                                              | نامزدشده | [ ۱۲ ] |
| جوایز گرمی                | ۲۰۲۲ | «تنهایی»                                                           | بهترین اجرای پاپ دونفره/گروهی                          | نامزدشده | [ ۱۲ ] |
| جوایز گرمی                | ۲۰۲۲ | عدالت (تریپل چاکس دیلاکس)                                          | آلبوم سال                                              | نامزدشده | [ ۱۲ ] |
| جوایز موسیقی آی‌هارت‌رادیو  | ۲۰۱۷ | «خودت را دوست داشته باش» (جاستین بیبر)                             | بهترین متن                                             | برنده    | [ ۱۳ ] |
| جوایز موسیقی آی‌هارت‌رادیو  | ۲۰۱۷ | بنی بلانکو                                                         | تهیه‌کننده سال                                          | برنده    | [ ۱۳ ] |
| جوایز موسیقی آی‌هارت‌رادیو  | ۲۰۱۸ | بنی بلانکو                                                         | تهیه‌کننده سال                                          | نامزدشده | [ ۱۴ ] |
| جایزهٔ تیتانیم آی‌هارت‌رادیو | ۲۰۱۹ | «بخش شرقی» (با خالد و هالزی)                                       | 1 Billion Total Audience Spins on iHeartRadio Stations | برنده    |        |
| جوایز آیور نوولو          | ۲۰۱۸ | «قلعه روی تپه» (اد شیرن)                                           | پی‌آرسی برای اجراشده‌ترین کار                            | نامزدشده | [ ۱۵ ] |
| تالار مشاهیر ترانه‌پردازان | ۲۰۱۳ | بنی بلانکو                                                         | جایزه استارلایت هل دیوید                               | برنده    | [ ۱۶ ] |
| جوایز راز نابغه اسپاتیفای | ۲۰۱۸ | بنی بلانکو                                                         | راز نابغه: پاپ                                         | برنده    | [ ۱۷ ] |